# Zingiber ellipticum
Zingiber ellipticum là một loài thực vật có hoa trong họ Gừng. Loài này được Tong Shao Quan (童绍全, Đồng Thiệu Toàn) và Xia Yong Mei (夏永梅, Hạ Vĩnh Mai) miêu tả khoa học đầu tiên năm 1987 dưới danh pháp Plagiostachys elliptica. Năm 1996, Wu Qi Gen (吴七根, Ngô Thất Căn) và Wu Te Lin (吴德邻, Ngô Đức Lân) chuyển nó sang chi Zingiber. Tên gọi trong tiếng Trung là 侧穗姜 (trắc tuệ khương), nghĩa đen là gừng cành hoa bên.

## Mẫu định danh
Mẫu định danh: Tong S.Q., Xia Y.M. & Yin S.H. 32994; thu thập ngày 10 tháng 11 năm 1985 tại huyện Mã Quan, tỉnh Vân Nam, Trung Quốc. Mẫu holotype được lưu giữ tại Vườn Thực vật Nhiệt đới Tây Song Bản Nạp (HITBC).

## Phân bố
Loài này có tại huyện Mã Quan, châu tự trị Văn Sơn, tỉnh Vân Nam, Trung Quốc. Môi trường sống là rừng; ở cao độ ~600 m.

## Phân loại
Z. ellipticum được xếp trong tổ Pleuranthesis.

## Mô tả
Thân rễ ruột màu tía đỏ sẫm. Thân giả 60-100 cm. Bẹ lá màu nâu; lưỡi bẹ 2 thùy, 1-3 cm, màu nâu, có lông tơ; cuống lá 1-9 cm; phiến lá hình elip hoặc hình elip-hình mác, 40-55 × 14-16 cm, mặt gần trục thưa lông, mặt xa trục rậm lông tơ, đáy hình nêm hoặc thon nhỏ dần, mép có lông rung, đỉnh nhọn thon ngắn. Cụm hoa xuyên qua các bẹ lá trên mặt đất 20-50 cm, không cuống, hình elipxoit đến thuôn dài, 11-18 × 4-5,5 cm; lá bắc màu trắng ánh vàng hoặc xanh lục ánh vàng nhạt, hình trứng ngược, 4-4,5 × 3-4,5 cm, có lông tơ, nhiều chất nhớt. Đài hoa màu ánh vàng, dài 1,5-2 cm, chẻ 1 bên, có lông tơ. Ống tràng hoa màu ánh vàng, 4-4,5 cm; thùy giữa hình trứng hẹp, 2-3 × 0,8-1 cm; các thùy bên hình mác, rộng 5-7 mm. Cánh môi 2,4-2,8 cm; thùy giữa màu tía với 2 vạch song song, màu vàng và các đốm màu vàng ở đáy, hình trứng ngược-thuôn dài, 1,5-2 × 0,7-0,9 cm; các thùy bên màu vàng với các vết đốm màu tía, hình elip, 1,2-1,6 × 0,6-0,8 cm. Chỉ nhị 5-10 mm; bao phấn màu vàng, 1,3-1,4 cm; phần phụ liên kết màu tía, 1-1,3 cm. Bầu nhụy nhẵn nhụi. Quả nang màu vàng-xanh lục, hình trứng ngược, 3 góc, đỉnh với đài bền. Hạt 4-6 mỗi ngăn, màu đen ánh nâu, bao bọc trong áo hạt màu trắng. Ra hoa tháng 8, tạo quả tháng 10. 2n = 22.